# Frauen der Reformation
Die Reformation wurde von Männern, wie Martin Luther, Philipp Melanchthon und deren Kreis, durchgeführt. Auf der Grundlage zentraler reformatorischer Lehren und der neuen Zugänglichkeit der Heiligen Schrift durch den Buchdruck, öffnete sich  auch für Frauen die Möglichkeit, an theologischen und kirchenpolitischen Auseinandersetzungen der Zeit aktiv teilzunehmen.
Dies ist eine Liste bemerkenswerter Frauen der Reformationszeit, die als Reformatorinnen, Reformatorenfrauen sowie reformatorisch wirkende Frauen tätig waren.

## Frauen des Reformationszeitalters
Die folgende Liste enthält die Namen von Frauen des Reformationszeitalters, jeweils chronologisch aufgelistet nach dem Geburtsjahr. Die Liste erhebt keinen Anspruch auf Vollständigkeit.
- Anna Reinhart (1484–1538)
- Elisabeth von Dänemark, Norwegen und Schweden (1485–1555)
- Felicitas von Selmnitz (1488–1558)
- Ursula von Münsterberg (~1491–1534)
- Argula von Grumbach (1492–1568)
- Margarete Blarer (1494–1541)
- Marie Dentière (1495–1561)
- Katharina Melanchthon (1497–1557)
- Katharina Zell (1497–1562)
- Katharina von Bora (1499–1552)
- Barbara von Wertheim (1500–1561)
- Elisabeth von Hessen (1502–1557)
- Elisabeth Cruciger (1504–1535)
- Wibrandis Rosenblatt (1504–1564)
- Ursula Wayda (1504–1565)
- Idelette de Bure (*~1507–1549)
- Elisabeth von Brandenburg (1510–1558)
- Katharina von Sachsen-Lauenburg (1513–1535)
- Olympia Fulvia Morata (1526–1555)
- Anna von Dänemark (1532–1585)
- Magdalena Heymair (* um 1535; † nach 1586)
- Dorothea Susanna von Sachsen-Weimar (1544–1592)
- Apollonia Hirscher (~1547)
- Katarzyna Sydonia (1550–1594)
- Katharina Conrad (1591–1626)
- Susanna Lórántffy (1600–1660)
- Hille Feicken (*? – 1534)
- Ave von Schönfeld (*? – ~1541)

## Frauen des postreformatorischen Zeitalters
Frauen, die später geboren wurden und für das Glaubensleben der Protestanten Bedeutung und Vorbildcharakter hatten, waren:
- Anna Maria van Schürmann (1607–1678)
- Johanna Eleonora Petersen (1644–1724)
- Henriette Catharina von Gersdorff (1648–1726)

- Kata Szidónia Petrőczy (1662–1759)
- Katharina Bethlen (1700–1759)
- Magdalena Sibylla Rieger (1707–1786)
- Therese von Sachsen-Hildburghausen (1792–1854)
- Henriette Alexandrine von Nassau-Weilburg (1797–1829)
- Maria Dorothea von Württemberg (1797–1855)

## Wertmarke
Im Oktober 2020 brachte das Bundesministerium der Finanzen das Sonderpostwertzeichen Frauen der Reformation heraus. Die Marke (mit einem Wert von 370 Cent), sowie der Ersttagsstempel wurden von Susann Stefanizen aus Berlin gestaltet. Verkaufsstart bei der Deutschen Post war der 1. Oktober 2020.